# Chaîne Cook
La chaîne Cook est une chaîne de montagnes située dans la chaîne Transantarctique, dans la terre Victoria en Antarctique. Elle culmine au mont Longhurst à 2 846 mètres d'altitude.

## Sommets principaux
- Mont Longhurst, 2 846 m
- Mill Mountain, 2 730 m
- Mont Ellis, 2 330 m

## Histoire
La chaîne Cook est observée depuis la plateforme de glace de Ross par Robert Falcon Scott, chef de l'expédition Discovery, avec Ernest Shackleton et Edward Adrian Wilson, en novembre 1902. Sa cartographie est complétée par une équipe de la New Zealand Geological Survey Antarctic Expedition, à l'occasion de l'expédition Fuchs-Hillary (1956-1958), et achevée par l'USGS entre 1959 et 1963. Elle est nommée en l'honneur du navigateur James Cook.